# BMW Malaysian Open 2015 - Qualificazioni singolare
Le qualificazioni del singolare del BMW Malaysian Open 2015 sono state un torneo di tennis preliminare per accedere alla fase finale della manifestazione. I vincitori dell'ultimo turno sono entrati di diritto nel tabellone principale. In caso di ritiro di uno o più giocatori aventi diritto a questi sono subentrati i lucky loser, ossia i giocatori che hanno perso nell'ultimo turno ma che avevano una classifica più alta rispetto agli altri partecipanti che avevano comunque perso nel turno finale.

## Giocatrici

### Teste di serie
1. Dar'ja Gavrilova (ultimo turno)
2. Zhu Lin (accede direttamente al tabellone principale)
3. Magda Linette (Qualificata)
4. Julija Bejhel'zymer (Qualificata)
5. Wang Yafan (Qualificata)
6. Xu Yifan (Qualificata)
7. Nigina Abduraimova (ultimo turno)

1. Zhang Kailin (ultimo turno)
2. Naomi Broady (ultimo turno)
3. Liu Fangzhou (ultimo turno)
4. Elizaveta Kuličkova (Qualificata)
5. Risa Ozaki (primo turno)
6. Junri Namigata (Qualificata)

### Qualificate
1. Elizaveta Kuličkova
2. Junri Namigata
3. Magda Linette

1. Julija Bejhel'zymer
2. Wang Yafan
3. Xu Yifan

## Tabellone qualificazioni

### 1ª sezione
|  | Primo turno | Primo turno         | Primo turno         | Primo turno | Primo turno |  |  | Ultimo turno | Ultimo turno        | Ultimo turno | Ultimo turno | Ultimo turno |  |
|  |             |                     |                     |             |             |  |  |              |                     |              |              |              |  |
|  | 1           | Dar'ja Gavrilova    | Dar'ja Gavrilova    | 6           | 6           |  |  |              |                     |              |              |              |  |
|  |             | Yang Zhaoxuan       | Yang Zhaoxuan       | 4           | 2           |  |  | 1            | Dar'ja Gavrilova    | 6            | 3            | 4            |  |
|  | WC          | Theiviya Selvarajoo | Theiviya Selvarajoo | 2           | 2           |  |  | 11           | Elizaveta Kuličkova | 1            | 6            | 6            |  |
|  | 11          | Elizaveta Kuličkova | Elizaveta Kuličkova | 6           | 6           |  |  |              |                     |              |              |              |  |

### 2ª sezione
|  | Primo turno | Primo turno      | Primo turno      | Primo turno | Primo turno |  |  | Ultimo turno | Ultimo turno     | Ultimo turno     | Ultimo turno | Ultimo turno |  |
|  |             |                  |                  |             |             |  |  |              |                  |                  |              |              |  |
|  | 13          | Junri Namigata   | Junri Namigata   | 7           | 6           |  |  |              |                  |                  |              |              |  |
|  |             | Liang Chen       | Liang Chen       | 62          | 4           |  |  | 13           | Junri Namigata   | Junri Namigata   | 7            | 6            |  |
|  |             | Ljudmyla Kičenok | Ljudmyla Kičenok | 6           | 7           |  |  |              | Ljudmyla Kičenok | Ljudmyla Kičenok | 65           | 0            |  |
|  | 12          | Risa Ozaki       | Risa Ozaki       | 4           | 65          |  |  |              |                  |                  |              |              |  |

### 3ª sezione
|  | Primo turno | Primo turno     | Primo turno     | Primo turno | Primo turno |  |  | Ultimo turno | Ultimo turno  | Ultimo turno  | Ultimo turno | Ultimo turno |  |
|  |             |                 |                 |             |             |  |  |              |               |               |              |              |  |
|  | 3           | Magda Linette   | Magda Linette   | 6           | 7           |  |  |              |               |               |              |              |  |
|  |             | Sofia Shapatava | Sofia Shapatava | 3           | 5           |  |  | 3            | Magda Linette | Magda Linette | 6            | 6            |  |
|  |             | Chang Kai-chen  | 5               | 79          | 5           |  |  | 10           | Liu Fangzhou  | Liu Fangzhou  | 2            | 1            |  |
|  | 10          | Liu Fangzhou    | 7               | 67          | 7           |  |  |              |               |               |              |              |  |

### 4ª sezione
|  | Primo turno | Primo turno         | Primo turno | Primo turno | Primo turno |  |  | Ultimo turno | Ultimo turno        | Ultimo turno        | Ultimo turno | Ultimo turno |  |
|  |             |                     |             |             |             |  |  |              |                     |                     |              |              |  |
|  | 4           | Julija Bejhel'zymer | 6           | 68          | 7           |  |  |              |                     |                     |              |              |  |
|  |             | Nadežda Kičenok     | 4           | 710         | 65          |  |  | 4            | Julija Bejhel'zymer | Julija Bejhel'zymer | 6            | 7            |  |
|  |             | Tamarine Tanasugarn | 6           | 1           | 3           |  |  | 8            | Zhang Kailin        | Zhang Kailin        | 4            | 62           |  |
|  | 8           | Zhang Kailin        | 4           | 6           | 6           |  |  |              |                     |                     |              |              |  |

### 5ª sezione
|  | Primo turno | Primo turno        | Primo turno        | Primo turno | Primo turno |  |  | Ultimo turno | Ultimo turno       | Ultimo turno       | Ultimo turno | Ultimo turno |  |
|  |             |                    |                    |             |             |  |  |              |                    |                    |              |              |  |
|  | 5           | Wang Yafan         | Wang Yafan         | 6           | 6           |  |  |              |                    |                    |              |              |  |
|  | Alt         | Darija Jurak       | Darija Jurak       | 3           | 1           |  |  | 5            | Wang Yafan         | Wang Yafan         | 6            | 6            |  |
|  |             | Katarzyna Piter    | Katarzyna Piter    | 6           | 64          |  |  | 7            | Nigina Abduraimova | Nigina Abduraimova | 4            | 2            |  |
|  | 7           | Nigina Abduraimova | Nigina Abduraimova | 78          | 7           |  |  |              |                    |                    |              |              |  |

### 6ª sezione
|  | Primo turno | Primo turno        | Primo turno  | Primo turno | Primo turno |  |  | Ultimo turno | Ultimo turno | Ultimo turno | Ultimo turno | Ultimo turno |  |
|  |             |                    |              |             |             |  |  |              |              |              |              |              |  |
|  | 6           | Xu Yifan           | Xu Yifan     | 6           | 6           |  |  |              |              |              |              |              |  |
|  |             | Ol'ga Savčuk       | Ol'ga Savčuk | 3           | 4           |  |  | 6            | Xu Yifan     | Xu Yifan     | 7            | 6            |  |
|  |             | Emily Webley-Smith | 2            | 7           | 2           |  |  | 9            | Naomi Broady | Naomi Broady | 5            | 2            |  |
|  | 9           | Naomi Broady       | 6            | 5           | 6           |  |  |              |              |              |              |              |  |